# Chiesa di San Giovanni Battista (Comignago)
La chiesa di San Giovanni Battista è la parrocchiale di Comignago, in provincia e diocesi di Novara; fa parte dell'unità pastorale di Gattico.

## Storia
Anticamente sulla collina che domina l'abitato di Comignago sorgevano un castello e una cappella, quest'ultima risalente al XII secolo.
Nel Trecento il castello fu definitivamente distrutto, lasciando così spazio per l'ampliamento del luogo di culto.
La nuova parrocchiale venne edificata nel Seicento e il campanile fu realizzato inglobando un'antica torre del fortilizio; nel secolo successivo si provvide a costruire la scalinata d'accesso alla chiesa, voluta dall'allora parroco don De Giorgi.

## Descrizione

### Facciata
La facciata a capanna, rivolta a occidente, è suddivisa da una cornice marcapiano aggettante in due registri, entrambi tripartiti da quattro lesene; quello inferiore è caratterizzato dal portale d'ingresso, protetto dal protiro le cui colonnine sorreggono degli archi a tutto sesto, mentre quello superiore, coronato dal timpano triangolare, presenta al centro un'ampia specchiatura e ai lati due nicchie.
Annesso alla parrocchiale è il campanile a base quadrata, la cui cella presenta su ogni lato una monofora a tutto sesto ed è coronata dalla cupoletta poggiante sul tamburo.

### Interno
L'interno dell'edificio si compone di un'unica navata, sulla quale si affacciano le cappelle laterali introdotte da archi a tutto sesto e le cui pareti sono scandite da lesene con capitelli composite sorreggenti la cornice modanata e aggettante sopra la quale si imposta la volta; al termine dell'aula si sviluppa il presbiterio, rialzato di alcuni gradini, ospitante l'altare maggiore e chiuso dalla parete di fondo piatta.